# Архыз 24
«Архыз 24» — первый республиканский круглосуточный телевизионный канал Карачаево-Черкесии. Телеканал вместе с радиостанцией собственного программирования и ещё пятью ретранслируемыми радиостанциями, сетевым изданием и информационным агентством до 2017 года входил в частный информационный холдинг «КЧР Медиа» (один из крупнейших на Северном Кавказе). С 2017 года телеканал входит в Карачаево-Черкесское государственное автономное учреждение «Центр развития связи и коммуникаций». Является сетевым партнёром телеканала ОТР (ежедневно с 06:00 до 09:00 и с 17:00 до 19:00).
Телеканал был запущен 12 апреля 2014 года. На сегодняшний день это один из самых динамичных дебютов российских медиа: основные работы по строительству (как в прямом, так и в переносном смысле слова) канала были начаты 17 ноября 2013 года. «КЧР Медиа» попал в книгу рекордов России с показателем «Самый быстрый запуск медиахолдинга».
В 2015 году пять журналистов «КЧР Медиа» стали победителями конкурса «Правда и справедливость», стали лауреатами премии президента РФ В. В. Путина, учрежденного Общероссийским народным фронтом (ОНФ).
Комплекс телеканала включает в себя 4 съемочные студии, мультимедиа пресс-центр и рабочие кабинеты сотрудников редакции.

## История

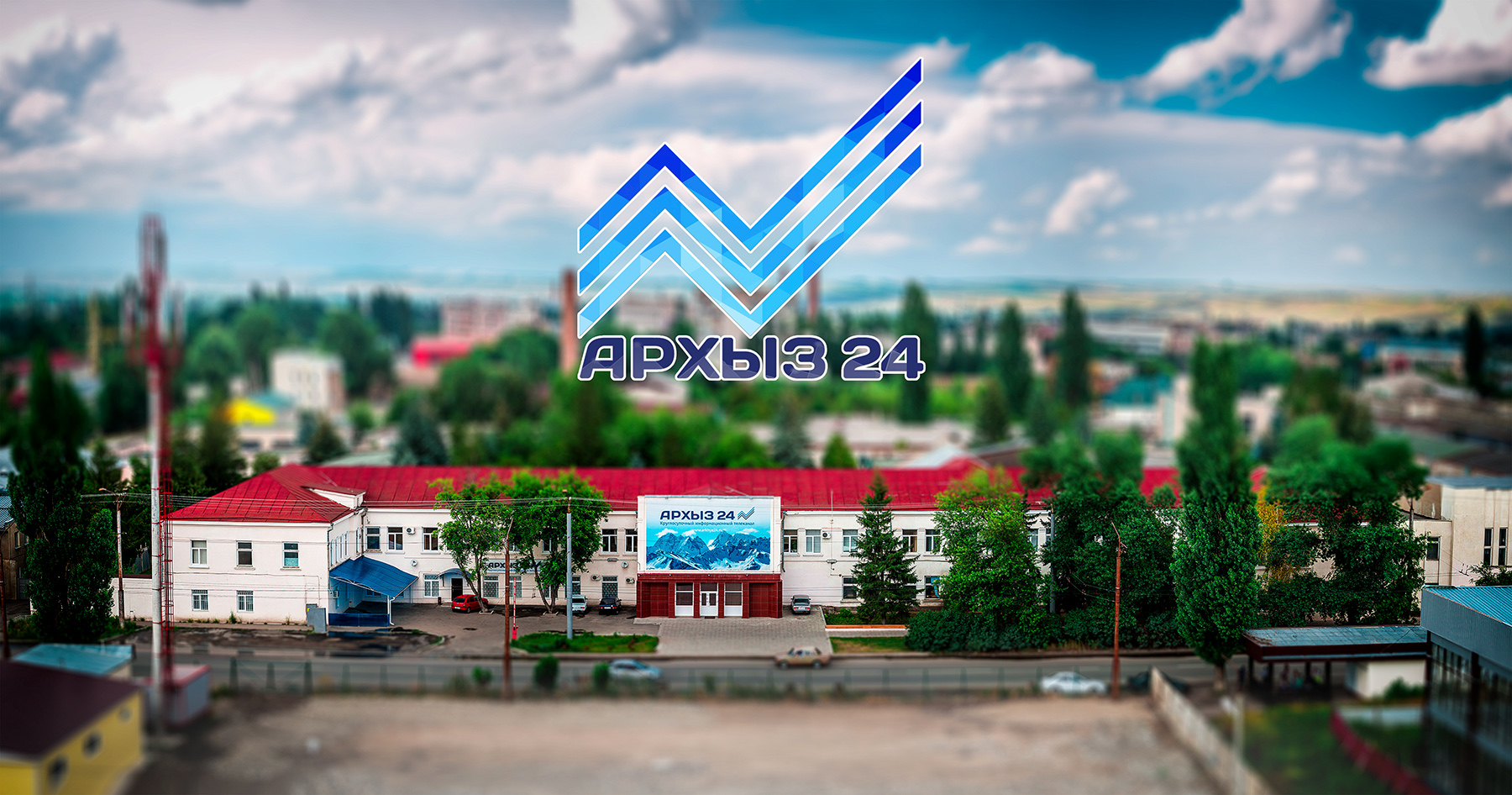
Вид на здание телеканала «Архыз 24»

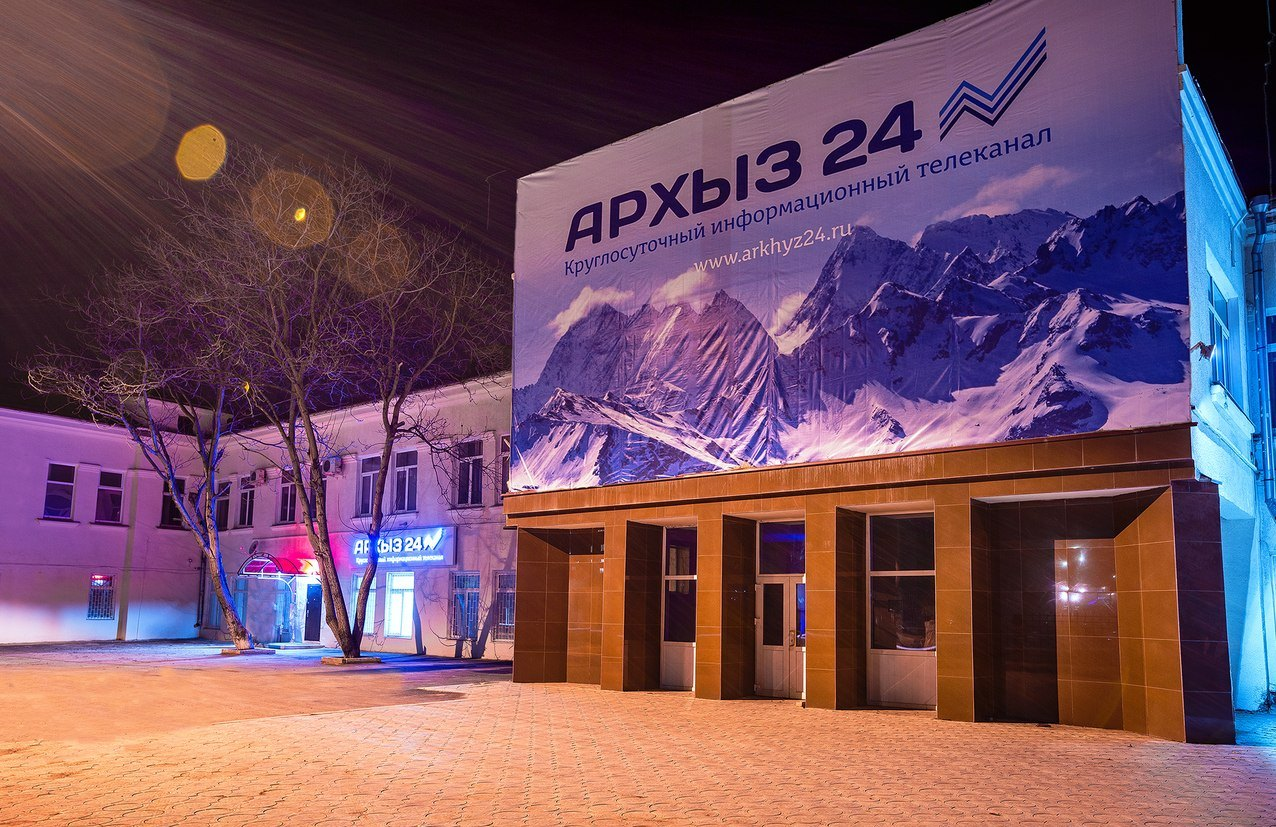
Ночные виды здания телеканала

21 ноября 2013 года в Пятигорске на Первом Форуме СМИ СКФО впервые было объявлено о проекте создания республиканского телеканала «Архыз 24».
Основные работы по строительству канала были начаты 17 ноября 2013 года. Географически редакция телеканала «Архыз 24» наряду с другими структурами холдинга «КЧР Медиа» расположилась в помещениях бывшего Черкесского завода низковольтной аппаратуры (НВА). Помещение холдинга было спроектировано и оснащено для организации круглосуточного телевизионного и радиовещания. Для полного цикла телевизионного производства был выбран перспективный формат FULL HD 1080i — телевидение высокой четкости.
Телеканал был запущен в тестовом режиме 10 февраля 2014 года. В первом выпуске стартовала основная информационная передача «События дня» и информационно-аналитическая программа «Олимпийские встречи», где с гостями студии — факелоносцами, участвовавшими в Эстафете Олимпийского Огня в Черкесске, обсуждались итоги прошедшего Олимпийского дня и самые интересные моменты XXII Зимних Олимпийских Игр.
4 марта 2014 года был запущен официальный сайт телеканала «Архыз 24».
24 марта 2014 года на официальном сайте было запущено круглосуточное онлайн-вещание телеканала.
1 апреля 2014 года было запущено вещание в пакете крупнейшего российского оператора цифрового телевидения «Триколор ТВ».
12 апреля 2014 года состоялся официальный запуск вещания в пакете крупнейшего российского оператора цифрового телевидения «Триколор ТВ». Церемония официального открытия Первого Республиканского Телеканала Карачаево-Черкесии «Архыз 24» состоялась в символическую дату в День Космонавтики и прошла в прямом эфире.
5 июня 2014 года состоялось открытие пресс-центра в помещении телеканала «Архыз 24». Открывающим мероприятием стала пресс-конференция ОАО «Курорты Северного Кавказа» с генеральным директором компании Сергеем Верещагиным.
29 июля 2014 года директором «Архыз 24» была назначена Анна Станиславовна Казакова, ранее возглавлявшая территориальное отделение ГТРК «Ставрополье» в Пятигорске.
7 октября 2014 года вышел документальный фильм журналистки телеканала «Архыз 24» Марьям Узденовой «Америка по-карачаевски», сделанный ею по возвращении из поездки по США. 
5 ноября 2014 года стартовал новый грандиозный телепроект — Доброе утро на «Архыз 24».
5 декабря 2014 года по итогам Второго форума СМИ СКФО в Пятигорске «Архыз 24» занял 3-е место в номинации «Телеканал года» и 2-е место в номинации «Открытие года у телеканала».
12 апреля 2015 года одним из ключевых мероприятий посвященных годовщине телеканала стал автопробег «Черкесск — Архыз», который стартовал от стелы «Дружба народов Карачаево-Черкесии» в Черкесске и проследовал до поселка «Романтик» всесезонного курорта «Архыз» Зеленчукского района. Кульминацией мероприятия стала торжественное открытие в поселке «Романтик» смоделированной под зрительскую трибуну инсталляции из дерева с начертаниями логотипа канала.
24 апреля 2015 года «Архыз 24» впервые провёл прямую трансляцию студенческого баскетбольного матча, приуроченного к 70-летию Победы в Великой Отечественной войне.
21 июня 2015 года телеканал «Архыз 24» начал вещание на платформе «НТВ-Плюс», таким образом, потенциальная аудитория телеканала расширилась на 3 миллиона зрителей. 
10 июля 2015 года телеканал «Архыз 24» запустил собственное мобильное приложение для устройств на iOS, Android, Windows Phone. 
9-11 июля 2015 года телеканал «Архыз 24» провел первое прямое включение за пределами республиканского центра. Второй Северо-Кавказский гражданский форум «Архыз XXI» проходил во всесезонном туристско-рекреационном комплексе «Архыз» в Карачаево-Черкесской Республике.
5-7 сентября 2015 года телеканал «Архыз 24» выступил главным информационным партнером празднования Дня Карачаево-Черкесской республики.
7 сентября 2015 года ко Дню Карачаево-Черкесской республики состоялась премьера документального фильма «Знакомьтесь, Карачаево-Черкесия» производства «Архыз 24».
19 сентября 2015 года телеканал «Архыз 24» выступил информационным партнером празднования 2000-летия Дербента.
2 ноября 2015 года впервые телепроект из Карачаево-Черкесии стал финалистом «ТЭФИ-Регион 2015». Им стал телепроект «Поехали» производства «Архыз 24».
17 ноября 2015 года просветительская программа «Поехали» стала лауреатом телевизионной премии «Федерация» в номинации «Большая страна — узнай больше!». Документальный фильм «Знакомьтесь, Карачаево-Черкесия» был признан одним из лучших телепроектов в номинации «Бренд региона».
29 ноября 2015 года корреспонденты новостной редакции телеканала «Архыз 24» признаны победителями в номинации «лучший репортаж» в VII Общероссийском конкурсе «Энергия воды».
11 декабря 2015 года «Архыз 24» признан лучшим телеканалом на Северном Кавказе в номинации «Телеканал года» ежегодной премии «Медиа Кавказ-2015»!
20 декабря 2015 года «Архыз 24» заключил соглашения о сотрудничестве с сервисом DIVAN.TV, работающим на территории 200 стран мира, увеличив тем самым потенциальную аудиторию на несколько миллионов человек.
С 1 февраля 2016 года телеканал «Архыз 24» первым из всех круглосуточных телеканалов СКФО заполнил дневную сетку вещания только программами собственного производства.
20 февраля 2016 года телеканал «Архыз 24» посетили с экскурсией популярные блогеры из Китая. Топ-блогер Се Бинтсин решила рассказать 30 миллионам своих подписчиков о красотах Карачаево-Черкесии и познакомить их работой журналистов телеканала «Архыз 24».
18 марта 2016 года в преддверии очередной годовщины аннексии Крыма телеканал «Архыз 24» совместно с РИА «Карачаево-Черкесия» провел первый межрегиональный телемост с ТРК «Крым».
12 апреля 2016 года впервые в Карачаево-Черкесии прошел дневной прямой эфир из центра столицы в открытой студии.
16 апреля 2016 года по инициативе «КЧР Медиа» в Карачаево-Черкесии появилась аллея журналистов. В преддверии празднования Великой Победы сотрудники СМИ высадили 71 дерево в крупнейшем парке республики.
2 мая 2016 года, в преддверии 71-годовщины Великой Победы, телеканал «Архыз 24» провел патриотическую акцию «Спасибо за Победу», в рамках которой школьники Карачаево-Черкесии поблагодарили ветеранов за разгром немецко-фашистских захватчиков и поздравили их с победой в Великой Отечественной войне. Акция организована при содействии Министерства образования и науки КЧР. 
1 июня 2016 года главным редактором была назначена Мадина Мухаммедовна Батчаева, ранее возглавлявшая дирекцию информационного вещания телеканала «Архыз 24».
6 октября 2016 года телепроект «Поехали» производства «Архыз 24» признан победителем Международного фестиваля туристического кино «Свидание с Россией».
9 октября 2016 года телеканал «Архыз 24» объявил о запуске нового спортивного проекта «Время спорта».
26 октября 2016 года «Архыз 24» признан лучшим региональным телеканалом страны в рамках национальной премии «Золотой луч».
Решением Федеральной конкурсной комиссии по телерадиовещанию от 1 марта 2017 года телеканал выбран обязательным общедоступным региональным телеканалом («21-я кнопка») Карачаево-Черкесской Республики.
31 марта 2017 года телеканал «Архыз 24» запустил новую версию официального сайта. Сайт подвергся полному обновлению, изменилась его структура, появились новые рубрики, кроме того сайт стал адаптивным.
13 апреля 2017 года телеканал «Архыз 24» объявлен победителем Всероссийской интернет-премии «Прометей-2016» в номинации «Средства массовой информации».
19 апреля 2017 года благотворительный проект «Дети ждут» производства телеканала «Архыз 24» удостоен специального диплома жюри Всероссийской премии «В союзе слова и добра», основанной благотворительным фондом спасения тяжелобольных детей «Линия жизни» совместно с Фондом «Академия Российского телевидения» (ТЭФИ).
27 апреля 2017 года телевизионный очерк «Заговоренный» производства телеканала «Архыз 24» признан победителем XI Фестиваля социально значимых телепрограмм и телефильмов «Герой нашего времени» и его конкурса «Современник на экране» в номинации «Цена жизни». Очерк посвящен памяти спецназовца Андрея Ленева, погибшего при исполнении и награжденного орденом «За заслуги перед Отечеством IV степени».
29 апреля 2017 года телепроект «Поехали» о путешествиях по Северному Кавказу производства телеканала «Архыз 24» стал победителем I Международного фестиваля в области путешествий и туризма «Русский путешественник» имени Н. Н. Миклухо-Маклая в номинации «Многонациональная Россия»
3 мая 2017 года на телеканале «Архыз 24» состоялась премьера нового документального фильма «Два поколения на Родине», созданного к Дню возрождения карачаевского народа. Эта историческая дата, которая вобрала в себя все тяготы, испытанные карачаевцами в депортации и радость возвращения на историческую родину. Фильм подготовлен к юбилейной дате: в 2017 году исполняется ровно 60 лет со дня возвращения карачаевского народа из ссылки на родную землю. Автор документального проекта — главный режиссёр «Архыз 24» Асият Мамаева.
С 29 ноября 2019 года начато вещание программ телеканала «Архыз 24» в эфире телеканала ОТР (ежедневно с 6:00 до 9:00 и с 17:00 до 19:00) в составе первого мультиплекса цифрового телевидения России на территории Карачаево-Черкесской Республики.

## Концепция
На канале показываются новостные, развлекательные и познавательные программы, художественные, научные и документальные фильмы, сериалы.
«Архыз 24» регулярно проводит прямые трансляции крупнейших событий жизни КЧР и СКФО. Политические мероприятия, народные и религиозные праздники, спортивные и музыкальные состязания доступны телезрителям в режиме реального времени.

## Телепрограммы
- «События дня» — основная информационная программа телеканала, посвященная главным общественным, политическим, экономическим и культурным новостям Карачаево-Черкесской Республики. Выходит в эфир по будням.
- «Неотрывной календарь» — уникальная ежедневная телепередача, рассказывающая о событиях, которые произошли в разные годы в текущий день в Карачаево-Черкесии, на Кавказе, в России и мире.
- «Акцент на события» — информационно-аналитическая программа о главном событии дня.
- «Отражение дня. Карачаево-Черкесия» — обзор наиболее важных и интересных новостей районов Карачаево-Черкесской Республики.
- «Отражение дня. Северный Кавказ» — обзор наиболее актуальных и интересных новостей регионов Северного Кавказа.
- «Отражение дня. Россия» — информационная сводка главных новостей России.
- «Отражение дня. Мир» — обзор наиболее важных и интересных мировых событий.
- «Пульс республики» — цикл документальных фильмов о наиболее интересных страницах жизни Республики.
- «События дня. Спорт» — телепередача, освещающая все последние новости мирового, российского и республиканского спорта.
- «События недели» — еженедельная информационная телепрограмма с обзором важнейших событий и тем минувшей недели.
- «Здесь и сейчас»- еженедельное ток-шоу, компетентный разговор на актуальную тему ведущего и гостя программы.
- «Студия ФМ» — это первый на Северном Кавказе интерактивный телерадиопроект, который ежедневно по будням выходит в эфир телеканала «Архыз 24» и радиостанции «КЧР FM» (104,5 FM). В прямом эфире гости студии — политики, ученые, артисты, эксперты и спициалисты в различных областях обсуждают с ведущими последние события в Республике и отвечают на вопросы зрителей и слушателей.
- «Прямая речь» — ответы героя эфира на поставленные заранее ему вопросы. Герой программы отвечает на главные вопросы об общественной жизни, политике или культуре. Программа призвана раскрыть известное лицо с новых сторон, интересных для телезрителя.
- «Нур» — еженедельная религиозная телепередача, призванная ответить на актуальные вопросы, связанные с исламом. В рамках телепередачи «Нур» будут читать проповеди кадий Духовного управления мусульман КЧР по Карачаевскому, Малокарачаевскому и Усть-Джегутинскому районам Хыйса Лепшоков и помощник муфтия КЧР, ответственный Духовного управления мусульман КЧР по Абазинскому району Анзор Апсов. «Нур» выходит еженедельно, по субботам, в 14-00.
- «Архызский Лик» — еженедельная религиозная телепередача, призванная ответить на актуальные вопросы, связанные с православием. Постоянные гости телепередачи — Благочинный приходов Северного Карачаево-Черкесского округа, протоиерей Михаил Самохин и Благочинный приходов Южного Карачаево-Черкесского округа, протоиерей Евгений Субтельный.
- «Новостёнок» — еженедельная детская информационная телепередача. В роли ведущих, корреспондентов и гостей ТВ-студии — самые юные тележурналисты канала «Архыз 24».
- «Поехали» — телевизионный проект, рассказывающий не только о популярных туристических маршрутах КЧР, но и многообразном отдыхе, который смогут найти все приезжающие в республику. «Поехали» — это Карачаево-Черкесия глазами туриста, который знакомится с местными обычаями, памятниками природы, кухней и необыкновенными горными пейзажами, открывая для себя Кавказ.
- «Экономика» — еженедельный обзор основных экономических событий республики. Анализ произошедшего и прогнозы на будущее.
- «Кавказская десятка» — еженедельный хит-парад клипов кавказских исполнителей.
- «Пусть меня научат» — еженедельный проект, который будет интересен всем тем, кого влечёт удивительный мир профессий. Каждую передачу зрителей ждёт встреча с теми, для кого профессия стала образом жизни.
- «Пойдём в кино» — еженедельный проект, рассказывающий об интересных новинках и новостях мирового, российского и кавказского кинематографа, открывающий зрителям разные стороны кинопроизводства и еженедельные результаты кассовых сборов в российских кинотеатрах.
- «Доброе утро на Архыз 24» — ежедневная утренняя программа, представляющая собой цикл информационных и развлекательных программ, знакомящих зрителей с новостями из мира кино, спорта, моды, и кулинарии.
- «Суровый выходной» — еженедельный проект, рассказывающий как городскому жителю провести свой выходной так, чтобы потом было что вспомнить. Ведущий программы пробует себя в экстремальных видах спорта, занимается охотой и рыбалкой, отправляется в походы и забирается в пещеры республики.
- «Мой аул» — еженедельная программа. Колыбель традиций, культуры и национальной самобытности — «Мой аул». Малая родина — вчера и сегодня — глазами самих жителей!
- «Консультирует нотариус» — еженедельная программа о самых актуальных нотариальных действиях: как правильно оформить документы, какие права и обязанности имеет гражданин, как защитить свои законные интересы?
- «Дети ждут» — главными героями передачи "становятся воспитанники детских домов, дети, лишенные родительской любви, заботы и тепла. В их жизни совсем немного ярких моментов и приятных сюрпризов. Каждый выпуск — это большой праздник для маленького человека. Ведущие стараются претворить в жизнь сказку из детских снов. В этом им помогают различные ведомства и учреждения Карачаево-Черкесской республики и просто неравнодушные люди.
- «Соседи» — еженедельная информационная телепрограмма с обзором важнейших событий и тем минувшей недели в республиках Северо-Кавказского федерального округа.
- «Разговорник» — еженедельная образовательная передача, направленная на популяризацию изучения основных пяти национальных языков Карачаево-Черкесской республики. Проект помогает зрителям глубже понимать культуру, знакомиться и общаться с новыми людьми, понимать, о чём поют в любимых песнях, читать литературу в оригинале, свободно излагать свои мысли на национальном языке.
- «Республика традиций» — рассказывающий о старых обрядах и ритуалах которые по сий день имеют огромное значение для народов многонациональной республики, их истории изначальной роли и современных интерпретациях. Проект выходит в эфир каждое второе воскресенье.
- «Афиша» — еженедельный гид по культурным мероприятиям республики и региона.
- «Дом моих родителей» — просветительская программа семейно-исторической направленности, посвященная крепким семьям, живущим в Карачаево-Черкесской республике, истории их родов и старинных фамилий. Программа выходит в эфир каждое второе воскресенье.
- «Женский портрет» — еженедельный телевизионный проект, знакомящий телезрителей с самыми интересными представительницами прекрасной половины человечества, многие из которых известные личности в Карачаево-Черкесии.
- «Стих и я» — цикл еженедельных передач литературно-поэтической направленности, призванный выстроить диалог между поэтами и зрителями и привлечь интерес к поэзии Карачаево-Черкесии и Северного Кавказа.
- «Капитальная стройка» — телевизионный проект, благодаря которому телезрители узнают о новых возведенных, возводимых или только намечаемых объектах капитального строительства на территории Карачаево-Черкесии. Каждая серия проекта дает возможность проследить, как возводился тот или иной значимый социальный объект, в какие сроки, а главное, какие проблемы жителей региона с его вводом в эксплуатацию решены. Программа выходит в эфир раз в две недели.
- «Чистая энергия» — это еженедельная программа о ключевых событиях в отрасли и людях, которые ежедневно подают свет и тепло в наши дома.
- «Прием граждан» — социальный проект телеканала «Архыз 24». В каждом выпуске программы жители Карачаево-Черкесии обращаются с наболевшими проблемами к руководителям республиканских министерств и ведомств.
- «Свое дело» — серия интервью с успешными бизнесменами, где представители «среднего класса» республики рассказывают о том, как им удается преодолевать трудности, делятся секретами управленческих решений и об инструментах строительства собственного бизнеса.
- «На службе муз» — цикл еженедельных телеочерков, посвященных жизни и творчеству деятелей искусства и культуры Карачаево-Черкесии. Телепередача построена на документальной основе и конкретности фактов, облеченных в художественно-обобщенную форму.
- «Ремесла» — еженедельная программа, посвященная традициям и вековым легендам, старинным секретам народных промыслов и новым технологиям. Программа о жителях республики, оберегающих старинные секреты поистине народных промыслов и развивающих новые технологии.
- «Наша кухня» — еженедельная передача, знакомящая телезрителей с яркой интересной личностью и новым кулинарным шедевром.
- «Ближе к людям» — публицистический телепроект, представляющий собой цикл встреч с руководителями администраций муниципальных районов Карачаево-Черкесии.
- «Тест на прочность» — многосезонное спортивное реалити-шоу производства телеканала «Архыз 24». Участники каждого нового телесезона «Теста на прочность» соревнуются в ловкости, силе и выносливости, обучаясь новому виду спорта.
- «В приоритете» — это новостной дайджест, репортажи с места событий, комментарии экспертов на самые актуальные темы и злободневные вопросы от жителей региона республиканским властям.
- «Пряничный домик» — развлекательный проект для детей дошкольного и младшего школьного возраста. Юные герои программы вместе с ведущей делятся с маленькими телезрителями ежедневными открытиями, беседуют о дружбе и доверии, изучают окружающий мир, разучивают цифры и алфавит, загадывают загадки, учат считалочки и вместе следят за приключениями мультипликационных героев. Программа выходит в эфир каждый будний день.
- «Здоровье» — еженедельная программа о самых важных событиях и новостях в сфере медицины, о методах диагностики и лечения заболеваний, включая советы врачей по профилактике и здоровому образу жизни .
- «Острый вопрос» — еженедельное дискуссионное ток-шоу, ставящее перед аудиторией социальные проблемы на конкретных примерах и призывающая к их решению. Темы ток-шоу разнообразны — это и экстремизм в социальной среде, место и роль молодежи в политической жизни общества, и даже проблемы нравственного воспитания.
- «Имена и времена» — еженедельный информационно-просветительский проект, из которого зрители узнают о самых известных личностях, знаменательных датах и ярких событиях в истории Карачаево-Черкесской республики.
- «Время спорта» — еженедельный проект, гостями которого являются руководители спортивных федераций, школ, именитые спортсмены и тренеры Карачаево-Черкесии. Темы обсуждения самые разные: от текущего положения и дальнейших перспектив того или иного вида спорта в Карачаево-Черкесии, до главных мировых спортивных новостей прошедшей недели.

## Вещание
- Спутниковое вещание
  - «Триколор ТВ»: канал входит в пакеты «Супер-Оптимум», «Максимум HD» и «Золотая карта. Всё включено». Кнопка № 124 для SD-приемников и № 150 для HD-приемников.
  - «НТВ Плюс»: канал входит в пакеты «Базовый», «Базовый Плюс», «Лайт», «Лайт Плюс», «Лайт Запад», «Базовый Запад». Кнопка № 45.
- Кабельное вещание 
  - Кнопка № 21 во всех кабельных сетях Карачаево-Черкесии.
- До 15 апреля 2019 года велось аналоговое вещание телеканала в Черкесске, Карачаевске, Усть-Джегутинском, Карачаевском, Абазинском и частично в Зеленчукском и Хабезском районах Карачаево-Черкесской Республики.
- Цифровое вещание
  - «Ростелеком» на территории Карачаево-Черкесии. Кнопка № 21.
  - «Город-ТВ» на территории Ставрополя. Кнопка № 71.
- Интернет-вещание на сайте телеканала.
- Мобильное приложение для устройств на iOS, Android и Windows Phone.
- IPTV
  - «Архыз 24» доступен в сетях ведущего федерального контент-агрегатора «Хом-АП.ТВ», работающего на всей территории страны.
- Онлайн-трансляция в сервисах DIVAN.TV и SPB TV[11].

## Награды
- «Самый короткий срок создания регионального медиахолдинга с нуля», Книга Рекордов России, май 2014 г.
- Телеканал «Архыз 24» стал лауреатом XIX международного фестиваля журналистов «Вся Россия-2015», октябрь 2015 г[12].
- Впервые телепроект из Карачаево-Черкесии стал финалистом телевизионного конкурса «ТЭФИ-Регион 2015», ноябрь 2015 г.
- «Архыз 24» стал лауреатом новой телевизионной премии «Федерация», ноябрь 2015 г.
- Телеканал «Архыз 24» стал победителем VII Всероссийского конкурса «СМИротворец», ноябрь 2015 г[13].
- «Архыз 24» признан лучшим телеканалом на Северном Кавказе в номинации «Телеканал года» ежегодной премии «Медиа Кавказ-2015», декабрь 2015 г.
- «Архыз 24» получил Всероссийскую Интернет-премию «Прометей-2016»[14].
- Телеканал «Архыз 24» признан победителем Первого Всероссийского конкурса СМИ «Созидание и развитие», август 2016 г[15].
- «Архыз 24» признан победителем в номинации «Лучший региональный телеканал» в рамках VIII Национальной премии в области спутникового, кабельного и интернет-телевидения «Золотой луч», октябрь 2016г[16].